# Hélène de Beauvoir
Henriette-Hélène de Beauvoir (6 de junho de 1910 - 1 de julho de 2001) foi uma pintora francesa. Ela era a irmã mais nova da filósofa Simone de Beauvoir. A sua arte foi exibida na Europa, Japão e Estados Unidos. Casou-se com Lionel de Roulet.
Quando Hélène de Beauvoir vivia em Goxwiller, uma aldeia perto de Estrasburgo, tornou-se presidente do centro para mulheres espancadas. Ela continuou a pintar até aos 85 anos. As suas pinturas estavam relacionadas à filosofia feminista e às questões das mulheres.

## Literatura
- Monteil Claudine, Les Sœurs Beauvoir, Edições nº 1, Paris, 2003.